# Дачне (Сватівський район)
Да́чне — село в Україні, у Сватівській міській громаді Сватівського району Луганської області. Населення становить 10 осіб. Орган місцевого самоврядування — Сватівська міська рада.

## Населення

### Мова
Розподіл населення за рідною мовою за даними перепису 2001 року:
| Мова       | Кількість | Відсоток |
| ---------- | --------- | -------- |
| українська | 9         | 90%      |
| російська  | 1         | 10%      |
| Усього     | 10        | 100%     |